# Санта-Роса (Аргентина)
Санта-Роса (исп. Colonia Santa Rosa) — город в Аргентине на северо-востоке провинции Корриентес. Входит в состав департамента Консепсьон.
Расположен на берегу лагуны, в 700 км к северу от столицы Буэнос-Айреса.
Население в 2010 году составляло 7143 человека.

## История
Первые упоминания встречаются в 1860 — х годах. Основан 29 августа 1911 году.

## Экономика
Экономика базируется, главным образом, на деревообработке, а также, сельском хозяйстве и животноводстве. В Санта-Роса действуют около 30 лесопилок.